# Perci (Tar-Vabriga)
Pour les articles homonymes, voir Perci.
Perci (en italien : Perzi) est une localité de Croatie située en Istrie, dans la municipalité de Tar-Vabriga, dans le comitat d'Istrie. En 2001, la localité comptait 69 habitants.

## Démographie
| 1948 | 1953 | 1961 | 1971 | 1981 | 1991 | 2001 |
| ---- | ---- | ---- | ---- | ---- | ---- | ---- |
| 83   | 80   | 62   | 50   | 52   | 59   | 69   |